# Eleccions legislatives islandeses de 1946
Les eleccions legislatives islandeses de 1946 es van dur a terme el 30 de juny d'aquest any per a escollir als membres de l'Alþingi. Foren les primeres eleccions després de la proclamació d'independència d'Islàndia el 1944. El més votat fou el Partit de la Independència i Ólafur Thors fou primer ministre d'Islàndia d'un govern de coalició amb progressistes i socialdemòcrates.

## Resultats electorals
| Partits                 | Partits                        | Vots   | %     | Escons per cambra | Escons per cambra | Escons per cambra | Escons per cambra |
| Partits                 | Partits                        | Vots   | %     | Baixa             | +/−               | Alta              | +/−               |
| ----------------------- | ------------------------------ | ------ | ----- | ----------------- | ----------------- | ----------------- | ----------------- |
|                         | Partit de la Independència (D) | 26.428 | 39,50 | 13 / 35           | =                 | 7 / 17            | =                 |
|                         | Partit Progressista (B)        | 15.429 | 23,06 | 9 / 35            | 1                 | 4 / 17            | 1                 |
|                         | Partit Socialista (C)          | 13.049 | 19,50 | 7 / 35            | =                 | 3 / 17            | =                 |
|                         | Partit Socialdemòcrata (A)     | 11.914 | 17,81 | 6 / 35            | 1                 | 3 / 17            | 1                 |
|                         | Independents                   | 93     | 0,14  | 0 / 35            | =                 | 0 / 17            | =                 |
|                         |                                |        |       |                   |                   |                   |                   |
| Vots vàlids             | Vots vàlids                    | 66.913 | 98,55 |                   |                   |                   |                   |
| Vots blancs i nuls      | Vots blancs i nuls             | 983    | 1,45  |                   |                   |                   |                   |
| Total                   | Total                          | 67.896 | 100   | 35                | =                 | 17                | =                 |
| Abstenció               | Abstenció                      | 9.774  | 12,58 |                   |                   |                   |                   |
| Inscrits / participació | Inscrits / participació        | 77.670 | 87,42 |                   |                   |                   |                   |